# Kirche zum Guten Hirten (Bludenz)

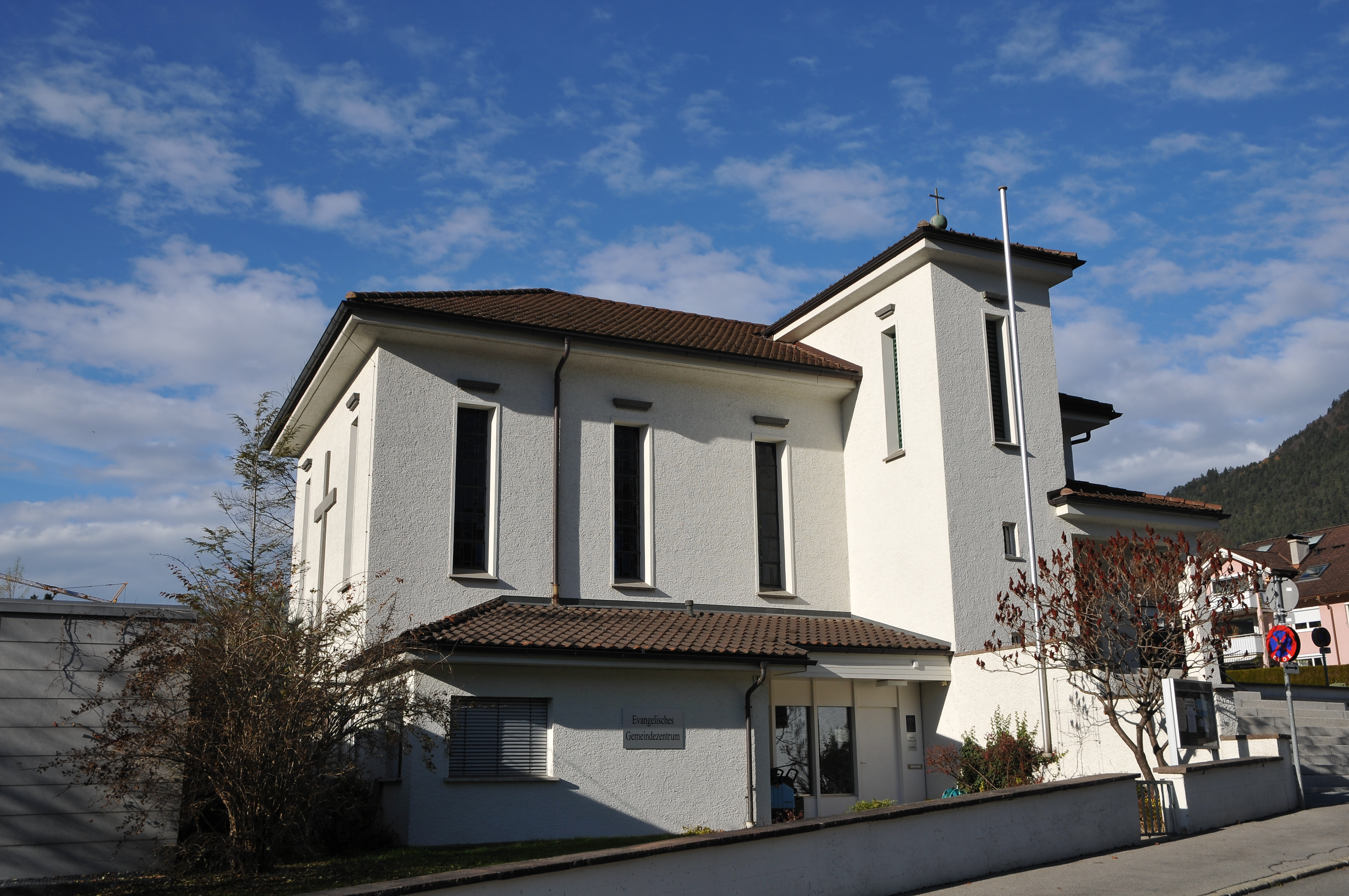

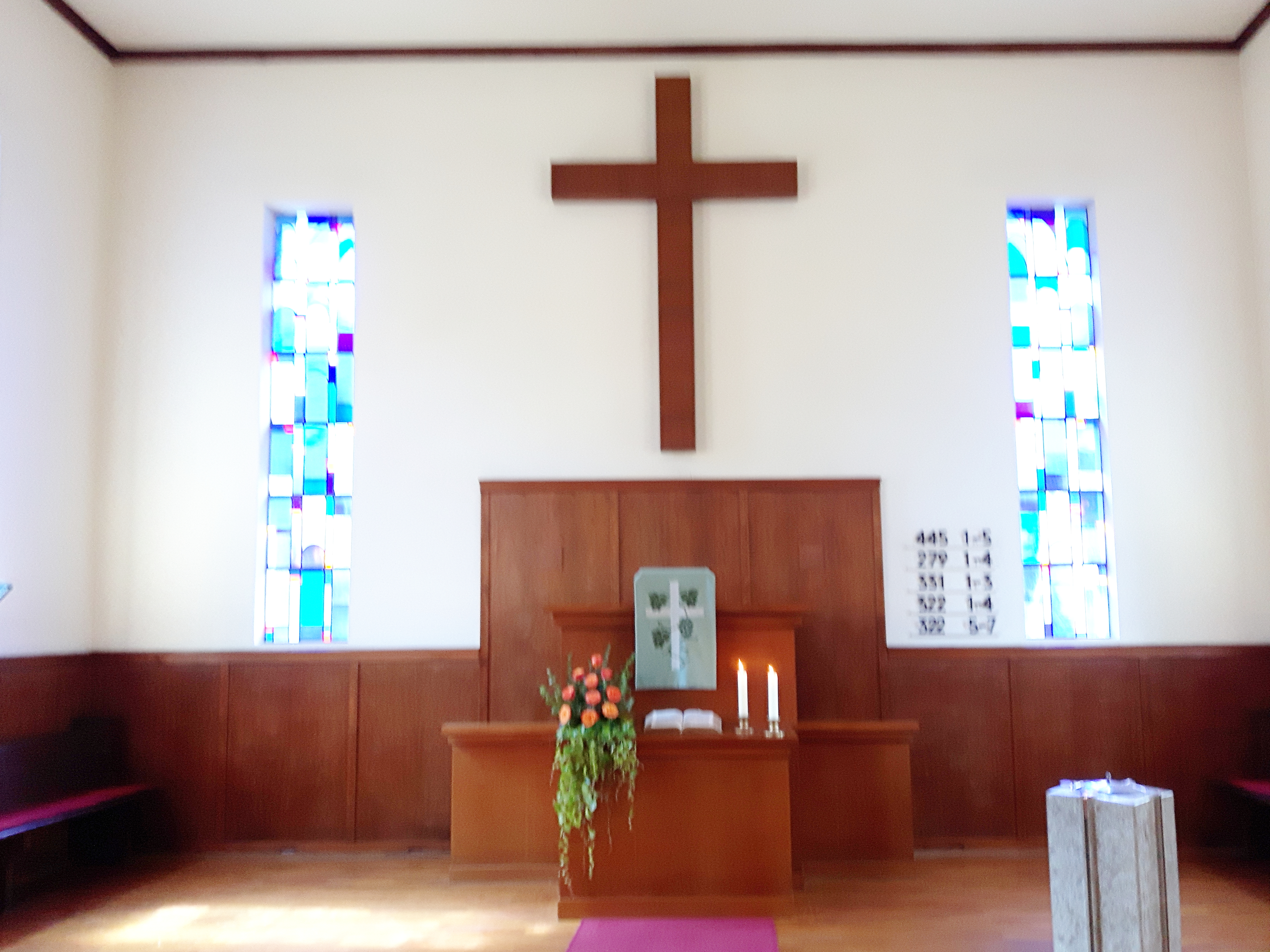
Innenraum

Die Kirche zum Guten Hirten ist die Kirche der Evangelischen Pfarrgemeinde A.B. und H.B. des Bezirks Bludenz in Vorarlberg. Die Evangelische Pfarrgemeinde vereint evangelisch-lutherische Christen, die dem Augsburgischen Bekenntnis (A.B.) folgen wie auch evangelisch-reformierte Christen des Helvetischen Bekenntnisses (H.B.), das sich an der Schweizer Reformation Ulrich Zwinglis orientiert. Die Kirche steht in der Stadt Bludenz am Oberfeldweg 13.
Die Kirche wurde von 1935 bis 1936 nach Plänen der Architekten Dehm und Nigg gebaut. Der Kirchenraum ist im Obergeschoß der Gemeinderäume situiert und hat eine Flachdecke und hohe Rechteckfenster und eine gerade Empore. Die Kirche war zuerst Predigtstelle und wurde im Jahre 1965 zur Pfarrkirche erhoben. Die Kirche ist, gemäß der reformatorischen Ausrichtung, bewusst schlicht gehalten. Auffallend sind lediglich die blauen Bleiglasfenster, die den Innenraum mit Licht fluten.
Im Vorraum ist ein Bild Guter Hirte vom Maler Johannes Troyer aus dem Jahre 1935 zu sehen.
Die Kirche hat zwei bemerkenswerte alte Glocken, beide aus Bronze:
- Die größere stammt aus dem Jahre 1729 wurde vom Glockengießer Peter Ernst aus Lindau gegossen. Sie hat einen Durchmesser von 726 mm und ein Gewicht von 250 kg. Ihr Schlagton ist cis″.
- Die kleinere stammt ebenfalls aus Lindau und wurde 1792 vom Glockengießer Franz Leopold Neumeyer gegossen. Sie hat einen Durchmesser von 610 mm und ein Gewicht von 140 kg. Ihr Schlagton ist e″.

Die Pfarrstelle ist seit März 2021 mit Pfarrerin Christiane Assel besetzt.